# Brännsjön, Närke
Brännsjön är en sjö i Degerfors kommun i Närke och ingår i Norrströms huvudavrinningsområde. Sjön är 8 meter djup, har en yta på 0,231 kvadratkilometer och är belägen 122,3 meter över havet.

## Delavrinningsområde
Brännsjön ingår i det delavrinningsområde (656244-142434) som SMHI kallar för Utloppet av Stor-Björken. Medelhöjden är 120 meter över havet och ytan är 50,81 kvadratkilometer. Räknas de 3 avrinningsområdena uppströms in blir den ackumulerade arean 124,41 kvadratkilometer. Svartån som avvattnar avrinningsområdet har biflödesordning 2, vilket innebär att vattnet flödar genom totalt 2 vattendrag innan det når havet efter 282 kilometer. Avrinningsområdet består mestadels av skog (78 procent). Avrinningsområdet har 5,54 kvadratkilometer vattenytor vilket ger det en sjöprocent på 10,9 procent. Bebyggelsen i området täcker en yta av 0,61 kvadratkilometer eller 1 procent av avrinningsområdet.